# AV-900

La carretera AV-900 es una carretera de la provincia de Ávila que parte desde la N-403 cerca de Ávila hasta Burgohondo. Atraviesa el arroyo de Gemional cerca de Aldea del Rey Niño, deja atrás el Valle de Amblés y asciende la vertiente norte de la Sierra de la Paramera, hasta el Puerto de Navalmoral de 1514 m de altura, desciende por la vertiente sur adentrándose en el Valle del Alberche y atravesando el río de Santa María y el Arroyo de la Cueva. Al llegar a Navalmoral de la Sierra cruza la carretera AV-905, y sigue dirección Sur hasta llegar a Burgohondo, donde finaliza. Desde allí se pueden seguir varias carreteras, la AV-902, o la AV-901 que asciende al Puerto de Mijares en la Sierra de Gredos.

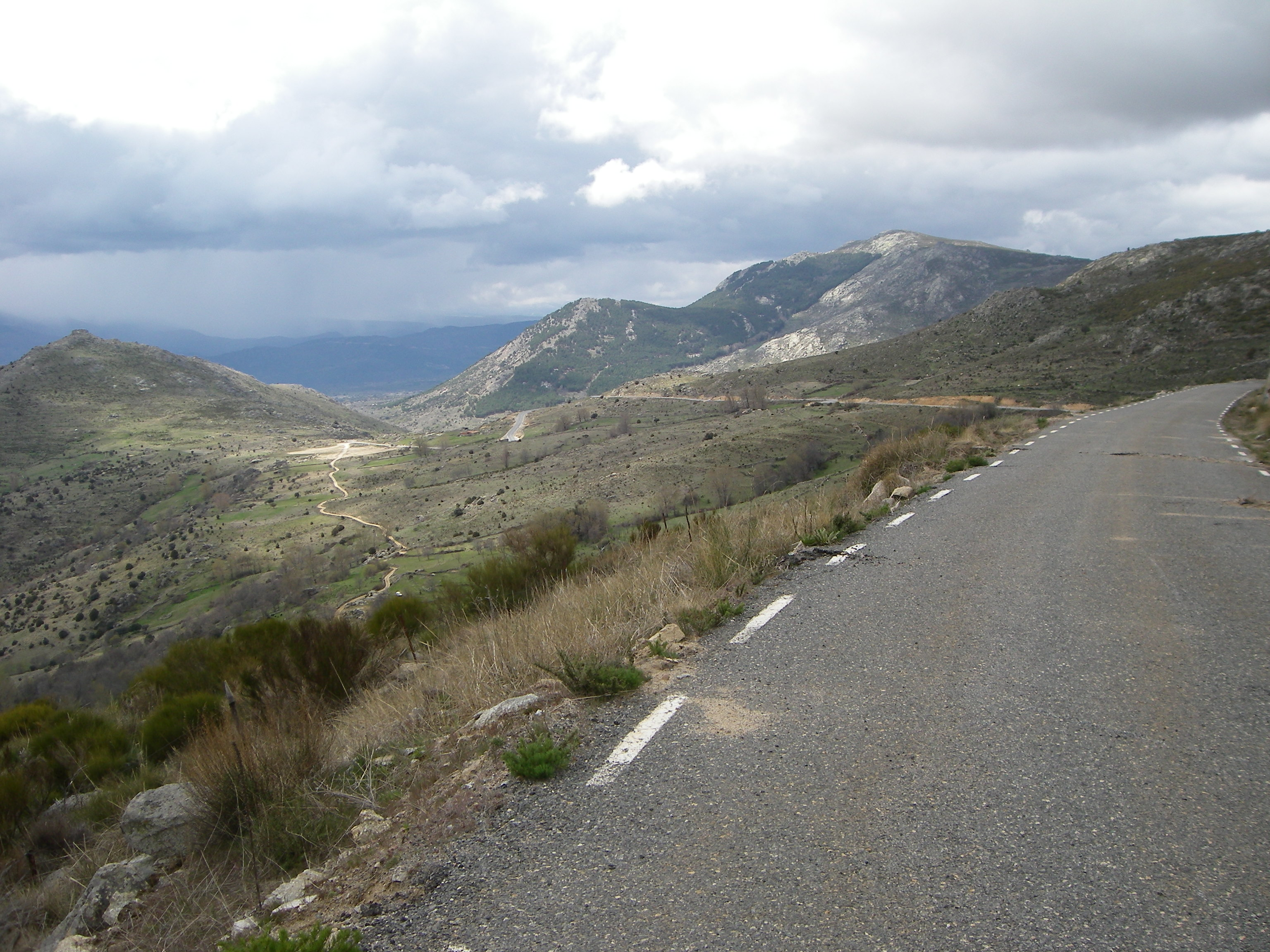
Vistas desde la antigua AV-900, concretamente en la desaparecida "Curva de las Aleguillas", actualmente esta carretera está ensanchada.